# Конев, Анатолий Константинович
Анато́лий Константи́нович Ко́нев (10 января 1921, Москва — 9 ноября 1965, Москва) — советский баскетболист. Играл на позиции центрового.
Трёхкратный чемпион Европы, серебряный призёр Олимпийских игр 1952 года. Мастер спорта СССР (1946). Заслуженный мастер спорта СССР (1948). Отличник физической культуры (1947).

## Биография

### Клубная
Начал играть ещё до войны в московской команде «Буревестник». В 1944 году стал игроком московского «Динамо», в первом же сезоне занял с командой 2-е место в чемпионате СССР. В составе сборной Москвы дважды, в 1945 и 1947 годах становился победителем матчей городов. В сезоне 1948 года стал чемпионом Советского Союза, в том же году Коневу было присвоено звание заслуженного мастера спорта СССР.
С 1951 года — баскетболист ВВС МВО, в 1952 году выиграл с командой чемпионат СССР. В 1953 году перешёл в ЦДСА, в составе «армейцев» трижды подряд становился серебряным призёром чемпионата СССР, а в 1955 году выиграл соревнования сильнейших команд СССР. В 1956 году стал серебряным призёром Спартакиады народов СССР в составе сборной Москвы.

### В сборной
В составе сборной СССР Конев принял участие в первом для советских спортсменов чемпионате Европы 1947 года, который команда уверенно выиграла. На турнире сыграл 5 матчей, набрал 38 очков. На следующем, также победном чемпионате Европы-1951 Конев набрал 84 очка в 8 матчах и по среднему показателю 10,5 очков за игру стал 4-м в сборной. На Олимпийских играх 1952 года сыграл в 8 матчах, набрал 41 очко: лишь в проигранном финале против сборной США очков не набрал.
Наиболее успешным турниром для Конева в составе сборной СССР стал чемпионат Европы 1953 года. Советская команда вновь одержала победу, а Конев позднее был назван лучшим игроком чемпионата. На последнем чемпионате Европы 1955 года Конев вместе со сборной довольствовался бронзовыми медалями.
Помимо побед в чемпионате Европы, выигрывал в составе сборной Всемирные студенческие игры в 1949 и 1951 годах, а также Международные дружеские спортивные игры молодёжи 1953 года.

### Игровая характеристика
В основном играл на позиции центрового, но с успехом мог играть и в нападении, и в защите. Хорошо играл у щитов, поддерживал контратаки, обладал хорошим броском со средней дистанции. Мог персонально опекать индивидуально сильных игроков соперника.
Умер в 1965 году. Урна с прахом захоронена в колумбарии на Введенском кладбище.